# Liste der Baudenkmale in Goslar - Worthsatenwinkel
In der Liste der Baudenkmale in Goslar - Worthsatenwinkel sind alle Baudenkmale in der Straße Worthsatenwinkel der niedersächsischen Gemeinde Goslar aufgelistet. Die Quelle der Baudenkmale ist der Denkmalatlas Niedersachsen. Der Stand der Liste ist der 25. September 2022.

## Allgemein
In den Spalten befinden sich folgende Informationen:
- Lage: die Adresse des Baudenkmales und die geographischen Koordinaten. Kartenansicht, um Koordinaten zu setzen. In der Kartenansicht sind Baudenkmale ohne Koordinaten mit einem roten Marker dargestellt und können in der Karte gesetzt werden. Baudenkmale ohne Bild sind mit einem blauen Marker gekennzeichnet, Baudenkmale mit Bild mit einem grünen Marker.
- Bezeichnung: Bezeichnung des Baudenkmales
- Beschreibung: die Beschreibung des Baudenkmales. Unter § 3 Abs. 2 NDSchG werden Einzeldenkmale und unter § 3 Abs. 3 NDSchG Gruppen baulicher Anlagen und deren Bestandteile ausgewiesen.
- ID: die Objekt-ID des Baudenkmales
- Bild: ein Bild des Baudenkmales, ggf. zusätzlich mit einem Link zu weiteren Fotos des Baudenkmals im Medienarchiv Wikimedia Commons. Wenn man auf das Kamerasymbol klickt, können Fotos zu Baudenkmalen aus dieser Liste hochgeladen werden:

Zurück zur Hauptliste
| Lage                                             | Bezeichnung        | Beschreibung | ID       | Bild           |
| ------------------------------------------------ | ------------------ | --- | -------- | -------------- |
| Worthsatenwinkel 51° 54′ 16″ N, 10° 25′ 31″ O    | Straßenraum        | | 36593314 | BW             |
| Worthsatenwinkel 1 51° 54′ 16″ N, 10° 25′ 31″ O  | Wohnhaus           | Zweigeschossiger Fachwerkbau in Ständerbauweise, mit Satteldach in Ziegeldeckung, traufständig. An der linken Fassadenseite vier Knaggen mit horizontaler Profilierung unter der Traufkante. Sturzholz über der Haustür mit spitzbogiger Kerbung. | 36591281 | BW             |
| Worthsatenwinkel 2 51° 54′ 16″ N, 10° 25′ 30″ O  | Wohnhaus           | Zweigeschossiger Fachwerkbau in Ständerbauweise, Satteldach in Schieferdeckung, traufständiges Randgebäude. Durchgehende Ständer mit waagerecht profilierten Knaggen unter der Traufkante. Fassade straßenseitig mit Schiefer verkleidet, Hofseite verputzt. | 36543546 | BW             |
| Worthsatenwinkel 3 51° 54′ 15″ N, 10° 25′ 31″ O  | Wohnhaus           | Zweigeschossiger Fachwerkbau mit Satteldach in Ziegeldeckung, traufständiges Endhaus; rückwärtig dreigeschossiger Gebäudeflügel. Fassade fachwerksichtig, Oberstock leicht vorkragend, zwischen den Balkenköpfen Füllhölzer mit breiter Fase; im EG überformte Gefachstruktur mit schmalen Zwischengefachen, Oberstock mit regelmäßigen Fußstreben; Hofseite und rückwärtiger Gebäudeflügel mit Schiefer verkleidet.                                                                                               | 36543577 | BW             |
| Worthsatenwinkel 4 51° 54′ 15″ N, 10° 25′ 31″ O  | Wohnhaus           | Zweigeschossiger Fachwerkbau mit Satteldach in Ziegeldeckung, traufständig. Fassade fachwerksichtig, regelmäßige Gefachstruktur, Brüstungsgefache im Oberstock mit Andreaskreuzen ausgefacht, unter der Traufe Füllhölzer mit breiten Abplattungen. | 36543607 | BW             |
| Worthsatenwinkel 5 51° 54′ 15″ N, 10° 25′ 31″ O  | Wohnhaus           | Zweigeschossiger Fachwerkbau mit Satteldach in Ziegeldeckung, traufständig. Fassade fachwerksichtig, Oberstock mit schmalen Zwischengefachen. | 36543639 | BW             |
| Worthsatenwinkel 5 51° 54′ 15″ N, 10° 25′ 31″ O  | Hinterhaus         | Zweigeschossiges Gebäude mit flach geneigtem Pultdach. Fassade im EG verputzt, im OG mit Holzverschalung. | 36588981 | BW             |
| Worthsatenwinkel 6 51° 54′ 15″ N, 10° 25′ 31″ O  | Wohnhaus           | Zweigeschossiger Fachwerkbau, vermutlich im frühen 19. Jh. errichtet, mit Satteldach in Ziegeldeckung, traufständig. Fassade mit Schiefer verkleidet. | 36543668 | BW             |
| Worthsatenwinkel 7 51° 54′ 15″ N, 10° 25′ 31″ O  | Wohnhaus           | Zweigeschossiger Fachwerkbau mit Satteldach in Ziegeldeckung, traufständiges Eckhaus. Fassade fachwerksichtig, an der Straßenecke Gefache im Erd- und im OG jeweils mit K-Streben ausgefacht. Anbau zur Ecke An der Gose von 1874 mit schlicht gestaltetem Fachwerk. | 36543699 | BW             |
| Worthsatenwinkel 7a 51° 54′ 16″ N, 10° 25′ 31″ O | Wohnhaus           | 1906 vom Baumeister August Bruns auf eigene Rechnung errichteter zweigeschossiger Fachwerkbau mit Satteldach und Zwerchhaus, traufständiges Eckhaus mit rückwärtigem Bauwich; niedrigerer rückwärtiger Gebäudeflügel. Fassaden mit Schiefer verkleidet, Oberstock leicht vorkragend. | 36543728 | BW             |
| Worthsatenwinkel 7b 51° 54′ 15″ N, 10° 25′ 32″ O | Wohnhaus           | 1906 vom Baumeister August Bruns auf eigene Rechnung errichteter zweigeschossiger Fachwerkbau mit Satteldach und Zwerchhaus, traufständiges Eckhaus mit rückwärtigem Bauwich. Fassaden mit Schiefer verkleidet, Oberstock leicht vorkragend. | 36543772 | BW             |
| Worthsatenwinkel 8 51° 54′ 16″ N, 10° 25′ 31″ O  | Wohnhaus           | 1913 vom Baumeister August Bruns auf eigene Rechnung errichteter zweigeschossiger Massivbau mit Satteldach und breitem Zwerchhaus, traufständig, frei stehend mit seitlichen Bauwichen; rückwärtiger Gebäudeflügel, spitzwinkelig an der Nordostecke angefügt. Putzfassade, Sockel aus rustiziertem Bruchsteinmauerwerk. | 36543799 | BW             |
| Worthsatenwinkel 9 51° 54′ 16″ N, 10° 25′ 32″ O  | Wohnhaus           | 1910–11 vom Baumeister Wilhelm Kramer auf eigene Rechnung errichteter zweigeschossiger Massivbau mit Satteldach und breitem Zwerchhaus, traufständig mit seitlichem Bauwich; westlicher Teil eines Doppelhauses. Fassade verputzt, Sockelbereich mit Quadermauerwerk verblendet, Zwerchhaus mit Fachwerk-Fassade. | 36543825 |                |
| Worthsatenwinkel 9a 51° 54′ 17″ N, 10° 25′ 32″ O | Wohnhaus           | 1910–11 vom Baumeister Wilhelm Kramer auf eigene Rechnung errichteter zweigeschossiger Massivbau mit Satteldach und breitem Zwerchhaus, traufständig, östlicher Teil eines Doppelhauses; rückwärtiger Gebäudeflügel an der Südostecke mit ehemaligem Backhaus im Erdgeschoss. Fassade verputzt, Sockelbereich mit Quadermauerwerk verblendet, Zwerchhaus mit Fachwerk-Fassade. | 36543855 | BW             |
| Worthsatenwinkel 10 51° 54′ 17″ N, 10° 25′ 33″ O | Wohnhaus           | Dreigeschossiges Gebäude mit Satteldach, traufständiges Endhaus. Zweigeschossiger Unterbau in Massivbauweise aus Bruchsteinmauerwerk, mehrfach überformt, mit Fragmenten ehemaliger Fensteröffnungen; eingeschossiger Oberbau in Fachwerkbauweise, fachwerksichtig, ehemaliger Speicherstock. | 36543884 |                |
| Worthsatenwinkel 12 51° 54′ 16″ N, 10° 25′ 38″ O | Wirtschaftsgebäude | Ehemaliges Wirtschaftsgebäude des Hospitals Großes Heiliges Kreuz, zweigeschossiges Gebäude mit Walmdach in Schieferdeckung, traufständig; südlich und westlich umgebende Hoffläche mit Kopfsteinpflaster. Nordfassade zur Abzucht im EG in Massivbauweise, mit kleinen quadratischen Fenstern und Fenstereinbauten des 17. Jh. in Balkenzargen, OG in Fachwerkbauweise, leicht vorkragend, mit regelmäßigen Fußstreben; Windeluke im Dach, mit Eselsrückensturz. Südfassade in Fachwerkbauweise, fachwerksichtig. | 36596225 | Weitere Bilder |